# Первые комсомольцы
Пе́рвые комсомо́льцы — монумент, одна из достопримечательностей Москвы. Установлен в 1972 году на бульваре Университетского проспекта. Является выявленным объектом культурного наследия. Посвящён героической молодёжи начала становления СССР.

## История
Памятник «Первые комсомольцы» был установлен осенью 1972 года (по некоторым данным — осенью 1971 года) на бульваре Университетского проспекта, неподалёку от проспекта Вернадского и напротив Астрономического института имени П. К. Штернберга. Дата открытия монумента связана с 55-й годовщиной Октябрьской революции. С момента официального открытия у памятника проходили церемонии принятия юных москвичей в Комсомол.
В 2008 году творение Юрия Нерода и Евгения Стамо, а также пьедестал, на котором установлен памятник, были отреставрированы. В 2013 году был разработан новый проект реставрации композиции «Первые комсомольцы».

## Описание
В первых боях за Советскую власть 
Слава твоя, комсомол, родилась!
Пример героизма далеких времён 
Со славою в новых боях повторён!
На светло-сером гранитном постаменте установлены выполненные из кованой меди четырёхметровый фигуры двух юношей с гордо поднятыми головами, изображающие рабочего и военнослужащего Рабоче-крестьянской Красной армии с будёновкой и винтовкой за плечами.
Довольно обобщённые образы молодых и до конца верных Родине героев гражданской войны передают «суровое» настроение революционной эпохи. Композиция по уровню раскрытия темы не уступает многим монументам родственной художественной проблематики.
В боковые грани постамента памятника вмонтированы бронзовые доски со стихотворными надписями, воплощёнными в жизнь специально для мемориала одним из первых поэтов-комсомольцев Александром Алексеевичем Жаровым.